# Людина президента 2: Лінія на піску
Людина президента 2: Лінія на піску (англ. The President's Man: A Line in the Sand) — американський бойовик режисера Еріка Норріса. Продовження фільму «Людина президента»

## Сюжет
Звільнивши Першу Леді з рук викрадачів — терористів, агент спецслужби Джошуа МакКорд отримує особливе завдання стати на захист своєї країни. Президент доручає МакКорду вистежити терориста, який збирається підірвати в США ядерну бомбу.

## У ролях
- Чак Норріс — Джошуа МакКорд
- Джадсон Міллс — Дік Слейтер
- Дженніфер Танг — Кюі МакКорд
- Роксанна Харт — Лідія Мейфілд
- Джоел Светов — Абдул Рашид
- Алі Афшар (в титрах: Alex Dodd) — Абір Рашид
- Том Беррі — генерал Гейтс
- Брюс Нозік
- Маз Джобрані — Алі Фейсал
- Кей Бейлі Хатчінсон — грає саму себе
- Філіп Каснофф — Джек Стентон
- Роберт Уріх — президент Адам Мейфілд
- Чіно Бінамо — охорона 1
- Дамеон Кларк — Енді Шелбі
- Ден Фленнері — Картер Маклейн, директор ЦРУ
- Джефф Грейс — T.C.
- Шон Хенніган — Артур Еверетт
- Джеймс Хьюстон — Спенсер Райан
- Бретт Райс — Стівен Морней, директор ФБР
- Джордан Волл — Роб Деніелс
- Джек Воткінс — Ден Фелдер
- Майк Бендалл — охорона 2
- Брайан Дакота — співробітник Білого дому
- Террі Харріс — Cult guard 1
- Роза Ніколс — офіціантка
- Меггі Паркс — Барбара
- Білл Пог — продюсер
- Том Пауелл — доктор Рольф Кельнер
- Херут Йерганіан / Harout Yerganian — Рашидів помічник